# Zwariowana gromadka
Zwariowana gromadka (ang. A Bunch of Munsch) – kanadyjski serial animowany emitowany w latach 1991-1992. Oparty na podstawie książek Roberta Munscha.

## Spis odcinków
- 1-A. Thomas' Snowsuit
- 1-B. 50 Below Zero
- 2. The Paper Bag Princess
- 3-A. Pigs
- 3-B. David's Father
- 4-A. Murmel, Murmel, Murmel
- 4-B. The Boy in the Drawer
- 5-A. Something Good
- 5-B. Mortimer
- 6-A. Angela's Airplane
- 6-B. The Fire Station
- 7-A. Moria's Birthday
- 7-B. Blackberry Subway Jam

## Wersja polska
W Polsce serial był emitowany w TMT w latach 1999-2000 z angielskim dubbingiem i polskim lektorem, którym był Maciej Gudowski. Serial został także wydany na VHS.